# Assiniboinowie

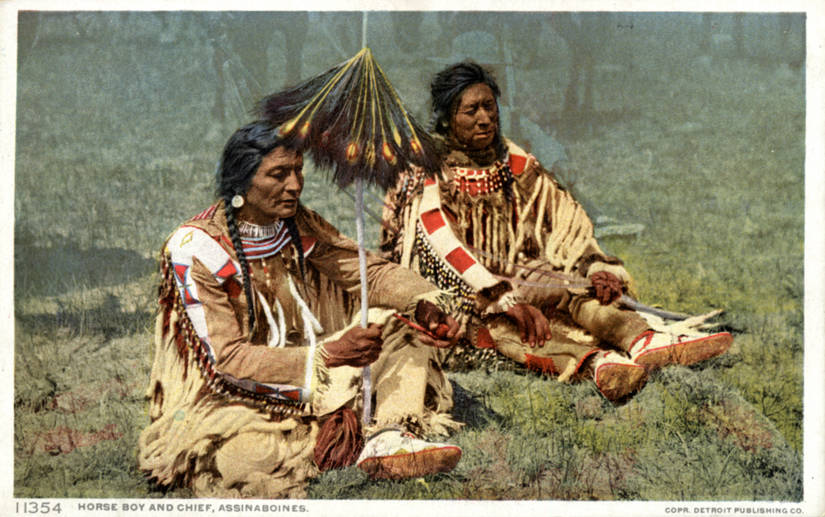
Assiniboinowie

Assiniboinowie (nazwa własna Nakoda) – Indianie Ameryki Północnej z Wielkich Równin kanadyjskich, którzy dawniej zamieszkiwali obszary na zachód od jeziora Winnipeg. Byli sprzymierzeni z Kri. Uprawiali myślistwo, handlowali skórami. Stracili znaczenie w XIX wieku wskutek licznych epidemii. Posługują się językiem assiniboine.

## Nazwa
Nazwa plemienia jest etnonimem, została im nadana przez Odżibwejów i oznacza „ci, którzy gotując używają kamieni” lub „kamienni Siuksowie”.

## Historia
Plemię Assiniboinów wywodziło się z grupy Yanktonai Dakotów, od których jednakże oddzielili się jeszcze przed 1640 rokiem i wyemigrowali na północny zachód w okolice jeziora Winnipeg. Assiniboinowie byli sprzymierzeńcami Kri, a zajadłymi wrogami Dakotów. Ekspansja kolonialna Brytyjczyków i Francuzów zepchnęła ich znad jeziora Winnipeg na Wielkie Równiny Kanady i Montany, co skonfliktowało ich z konfederacją Czarnych Stóp. Osiedli się w końcu w rejonie górnych biegów rzek Missouri i Saskatchewan. Byli przyjaźnie nastawieni do białych. Na początku XIX wieku plemię zostało przetrzebione przez epidemię ospy. W 1851 roku podpisali traktat w Fort Laramie z rządem Stanów Zjednoczonych Ameryki.

## Teraźniejszość
Obecnie większość Assiniboinów żyje w rezerwatach Fort Belknap i Fort Peck w Montanie oraz w prowincjach Saskatchewan i Alberta w Kanadzie.

### Liczebność
Według danych U.S. Census Bureau, podczas spisu powszechnego w 2000 roku: 3946 obywateli USA zadeklarowało, że jest pochodzenia wyłącznie Assiniboine, zaś 4838 – wyłącznie lub między innymi Assiniboine. Ponadto 1740 osób zadeklarowało pochodzenie wyłącznie Assiniboine Sioux, zaś 2145 – wyłącznie lub między innymi Assiniboine Sioux.